# Inverchoran
Inverchoran is een dorp ongeveer 13 kilometer ten zuidoosten van Achnasheen in de Schotse lieutenancy Ross and Cromarty in het raadsgebied Highland.